# Салаватский автобус
Салаватский автобус — автобусная система в городе Салавате, Россия.

## Основные предприятия бизнеса
- Башавтотранс

## История

### Посёлок имени Салавата Юлаева
Рабочий посёлок при строительстве комбината № 18 застраивался по разработанному плану, включающему в себя разделение городской территории на промышленные, селитебные, лесопарковые зоны, в связи с чем жилые кварталы строились на значительном удалении от промышленных площадок. До пуска городского трамвая в 1957 году жители временных посёлков, примыкавшие к промышленной зоне (современная улица Молодогвардейцев) добирались на работу пешком, остальные пользовались попутными грузовыми машинами, грузотакси и даже гужевым транспортом.

### 1950-е
После присвоения посёлку Салават статуса города ситуация стала меняться к лучшему: наряду с грузотакси на базе ЗИС-150 и ГАЗ-51 на маршрут «Верх — Низ» (народное название маршрута, связывающего промышленные предприятия с располагавшимися ниже в пойме реки Белой жилыми зонами) выходят автобусы ПАЗ-651. С середины 50-х автобусная колонна начала пополняться машинами ЗиС-155. А к концу 50-х годов в ГАТК (городскую автотранспортную контору) поступают первые в Салавате автомобили-такси — десять новеньких ГАЗ-М20 «Победа».

### 1960-е
В начале 60-х годов в Салавате вводится в строй новый автовокзал, от которого теперь начинаются не только междугородные, но и городские маршруты. В то время с площадки на Первомайской улице разбегались в разные стороны по городским улицам автобусы-красавцы ЗИЛ-158.
Автобусный парк обслуживает автоколонна № 1831.

### 1970-е
Шли годы, маршрутная сеть и автобусный парк росли, вышли на чистые просторные улицы молодого города новые машины ЛиАЗ-677 и Икарус-260. Старая территория городского автотранспортного хозяйства не могла вместить большое количество грузовиков, автобусов и другой техники. Назревала необходимость создания отдельного автобусного предприятия. И вот, в 1977 году, распахнул двери гаражей новый огромный комплекс Салаватского пассажирского автотранспортного предприятия. Здесь находились просторные крытые гаражи и профилакторий для автобусов, таксопарк, современно оборудованная ремонтная зона, а также бассейн, спортзал и профилакторий для работников предприятия.
Автобусный парк обслуживает Автокомбинат, переименованный в 1977 году в СПАТП (Салаватское автотранспортное предприятие).

### 1980-е
Начало восьмидесятых годов являло собой время наивысшего расцвета предприятия: по восьми городским маршрутам бегало более 80 автобусов, Салават был связан пригородными и междугородними маршрутами с большим количеством городов и населённых пунктов Башкирии и других областей. По улицам города бегали маршрутные такси РАФ-2203 и более 50 «Волг» с шашечками на бортах. Большое количество автобусов работало по заказам промышленных предприятий.

### 1990-е
В постперестроечный период, когда большинство автобусных парков страны влачили жалкое существование, Салаватскому ПАТП приходит помощь от ПО «Салаватнефтеоргсинтез» и руководства города. При их участии только за 1992 год в ПАТП поступило 46 новых автобусов Икарус-260 и ЛиАЗ-677М.
С середины и до конца 90-х годов поступление новых автобусов резко сокращается, на линии выходят автобусы в режиме маршрутных такси без предоставления льгот пассажирам.
В эту пору на арену городских перевозок выходят частные предприятия, микроавтобусы ГАЗель становятся привычным явлением в городской жизни. Их число постоянно растет, они становятся важной частью транспортной инфраструктуры города.

### 2000-е
В настоящее время в городе работает около 120 автобусов НефАЗ и «Мерседес» Салаватского ПАТП и более 200 микроавтобусов частных перевозчиков. Расширилась маршрутная сеть, интервалы движения в «часы пик» не превышают нескольких минут.

## Городские автобусные маршруты[4][неавторитетный источник]
| № маршрута | ♙ | Примечание |
| ---------- | --- | ---------- |
| 1          | А. Вокзал — Городской рынок — 1-я школа — Швейная фабрика — ул. Строителей — бульв. Монтажников — мкр. «Нефтехимик» — Стадион «Строитель» — Поликлиника № 1 — ул. Чекмарёва — Узел связи — Мебельный магазин — пл. Космонавтов — 15-я школа — Магазин «Комфорт» — Драмтеатр — Педагогический колледж — Училище № 36 — Калинина — Бекетова — Институт — Улица Губкина — Кольцевая — Южная — Улица Островского — Дом Быта — Магазин «Аврора» — Бульвар Космонавтов — МСЧ-20 — Улица Чекмарёва — Поликлиника № 1 — Микрорайон «Нефтехимик» — Бульвар Монтажников — Ул. Строителей — Швейная фабрика — 1-я школа — Городской Рынок — Автовокзал |            |
| 3          | А. Вокзал — Рынок — 1-я школа (ул. Строителей) — Швейная фабрика — ул. Строителей — ул. Б. Хмельницкого — поликлиника СМЗ — ул. Чекмарёва — магазин Адонис (просп. Нефтяников) — 33-й магазин — Мебельный — Узел связи — Витта — Аврора — Кооператор — дом быта — 4-й магазин — Уют — Хирургия — Институт — Бекетова — Калинина — Училище — магазин Золотой телёнок — кафе Гузель — Ортикон (перекрёсток Уфимская-Калинина) — 8-я школа — гор. Водоканал — А. вокзал |            |
| 5          | А. Вокзал — Уфимская ул. — Октябрьская ул. — ул. Ленина — бульв. С. Юлаева (ост. Велес) — ул. Островского (ост. Д. быта) — маг-н Дружба — Ленинградская ул. — ул. Губкина — Институт — ул. Калинина — магазин Золотой телёнок — ул. Островского — магазин Вита — Обелиск — Банк — 33-й магазин — ДК Нефтехимик — ул. Гагарина (ост. Столовая) — ул. Чапаева (поликлиника СМЗ) — 20-й магазин — Ост. Оранжерея — ул. Строителей — Автовокзал |            |
| 6          | Автовокзал — Площадь Ленина — ул. Ленина — бульв. С. Юлаева (Велес) — поликлиника Строителей — магазин Цветы — Институт — ул. Калинина — магазин Золотой телёнок — кафе Гузель — ул. Ленина — Гостиный двор — Банк — 33-й магазин — ДК Нефтехимик — ул. Гафури — ул. Строителей — ул. Первомайская (ост. Автошкола) — Д. О. К. — Автовокзал |            |
| 7          | Автовокзал — 111 квартал |            |
| 8*         | Рынок — Автовокзал — Уфимская ул. — Октябрьская ул. — ул. Ленина — бульв. С. Юлаева — Уфимская ул. — Ленинградская ул. — ул. Островского (Буратино) — Дом быта — Аврора — Вита — Драм. Театр — ул. Губкина — Октябрьская ул. — МСЧ-20 — ул. Чекмарёва — ул. Чапаева (поликлиника СМЗ) — 20-й магазин — Северная ул. — Уфимская ул. — Рынок | Кольцевой  |
| 9*         | Рынок — Автовокзал — Октябрьская ул. — Мебельный — Узел связи — 10 школа — ул. Губкина — Драм. театр — 17 школа — Золотой телёнок (ул. Калинина) — ул. Островского — Садко — Кооператор — Дом быта — Дружба — Ленинградская ул. — Водолей — Уфимская ул. — Ленинградский — Арфей — Эль Рам — ул. Салавата Юлаева — Гребешок — ул Ленина — Сбербанк — Ленина — Гостиный двор — Банк (Березка) — Октябрьская ул. — Уфимская ул. — Водоканал — Автовокзал — Рынок | Кольцевой  |
| 31э        | Городской рынок — Юлдашево |            |
| 42         | Нефтяной университет — ОАО «Газпром нефтехим Салават» |            |
| 43         | Посёлок Желанный — ОАО «Газпром нефтехим Салават» |            |
| 44         | Улица Островского — ОАО «Газпром нефтехим Салават» |            |
| С          | Микрорайон «Нефтехимик» — ОАО «Газпром нефтехим Салават» |            |
| Ю          | Нефтяной университет — ОАО «Газпром нефтехим Салават» |            |

## Интересные факты
На летний период в Салавате вводятся дополнительно семь маршрутов автобусов до расположенных в разных местах салаватских садов и огородов.
C 1976 года директор автокомбината (c 1977 года — СПАТП) почётный гражданин города Салавата Рябов Геннадий Трофимович.